# 小宮曠三
小宮 曠三（こみや こうぞう、1917年〈大正6年〉12月5日 - 1995年〈平成7年〉10月29日）は、日本のドイツ文学者。小宮豊隆の子として東京に生まれる。

## 略歴
旧制仙台二中、旧制二高を経て、1940年東京帝国大学文学部独文科を卒業。戦後、東京大学教養学部助教授、教授、1978年定年退官、専修大学教授、1988年定年退職、東京大学名誉教授。主としてベルトルト・ブレヒトを研究した。1992年、勲三等旭日中綬章を受章。1995年、急性心筋梗塞のため死去。

## 著書
- 『戦後ドイツの演劇　ツックマイヤー、ブレヒトなど』 早川書房（現代芸術選書） 1953
- 『映画教室 物を見る働きと意味』 勁草書房 1955
- 『ベルトルト・ブレヒト』 風濤社（演劇叢書 第1巻） 1973

## 翻訳
- 世界文学全集 ユダヤ人 レッシング 河出書房 1952
- 演劇論 B.ブレヒト ダヴィッド社 1954
- 国境のふたり クリスタ・ヴォルフ 岩波書店 1955
- 世界文学全集 第26 ハウプトマン はたおりたち 河出書房新社 1962
- ブレヒト戯曲選集 第3巻 ルクルスの審問 白水社 1962
- ブレヒト戯曲選集 第4巻 第二次大戦中のシュヴェイク 白水社 1962
- ミンナ・フォン・バルンヘルム レッシング 岩波文庫 1962
- ツヴァイク全集 第6 デーモンとの闘争 今井寛、杉浦博訳 みすず書房 1962
- ニュルンベルク裁判 R.シュナイダー 現代世界演劇 白水社 1971
- ヴィルヘルム・テル シラー 世界の文学 中央公論社 1972